# Roaming Shores
Roaming Shores és una població dels Estats Units a l'estat d'Ohio. Segons el cens del 2000 tenia 1.239 habitants.

## Demografia
Segons el cens del 2000, Roaming Shores tenia 1.239 habitants, 486 habitatges, i 386 famílies. La densitat de població era de 230 habitants/km².
Dels 486 habitatges en un 32,1% hi vivien nens de menys de 18 anys, en un 70,4% hi vivien parelles casades, en un 5,8% dones solteres, i en un 20,4% no eren unitats familiars. En el 16,7% dels habitatges hi vivien persones soles el 6,2% de les quals corresponia a persones de 65 anys o més que vivien soles. El nombre mitjà de persones vivint en cada habitatge era de 2,55 i el nombre mitjà de persones que vivien en cada família era de 2,85.
Per edats la població es repartia de la següent manera: un 23,2% tenia menys de 18 anys, un 5,2% entre 18 i 24, un 31,4% entre 25 i 44, un 28,7% de 45 a 60 i un 11,5% 65 anys o més.
L'edat mediana era de 39 anys. Per cada 100 dones de 18 o més anys hi havia 112,5 homes.
La renda mediana per habitatge era de 57.431 $ i la renda mediana per família de 64.750 $. Els homes tenien una renda mediana de 46.000 $ mentre que les dones 29.583 $. La renda per capita de la població era de 26.470 $. Aproximadament l'1,5% de les famílies i l'1% de la població estaven per davall del llindar de pobresa.

## Poblacions més properes
El següent diagrama mostra les poblacions més properes.